# Jean-Jacques Rutlidge
Jean-Jacques Rutlidge (* 5. August 1742 in Dunkerque; † 24. März 1794 in Paris) war ein französischer Schriftsteller und Journalist.

## Leben und Werk
Jean-Jacques Rutlidge, der sich auch James Rutledge nannte, war der Sohn eines irischen Reeders, dem Ludwig XIV. die französische Staatsangehörigkeit verliehen hatte. Von 1748 bis 1758 war er Internatsschüler im Jesuitenkolleg von Dunkerque, von 1760 bis 1763 Soldat, dann Übersetzer. 1775 ging er nach Paris und wurde 1776 Freimaurer. Ab 1769 veröffentlichte er Theaterstücke, von denen 3 in neuester Zeit kritisch herausgegeben wurden. Das gilt ebenso für seinen Roman La Quinzaine anglaise von 1776, der mit Balzac verglichen wurde. Von 1778 bis 1779 redigierte er die Zeitschrift Le Babillard (die 2010 in Auszügen neu herausgegeben wurde), von 1784 bis 1785 die Zeitschrift Calypso und 1791 die Zeitschrift Le Creuset des Club des Cordeliers, in dem er zu den Anhängern von Jacques-René Hébert zählte. Er wurde entweder mit Hébert zusammen von der Französischen Revolution guillotiniert  oder starb zur gleichen Zeit als freier Mann. Rutlidge zeigte sich als Anhänger der politischen Theorien von James Harrington.

## Werke (moderne Ausgaben)
- Le Bureau d’esprit. Hrsg. Erna Wolf. Romanisches Seminar, Giessen 1925.
- Les comédiens ou Le foyer. Le bureau d’esprit. Le train de Paris ou Les bourgeois du temps. Hrsg. Pierre Peyronnet. H. Champion, Paris 1999. (kritische Ausgabe)
- La quinzaine anglaise à Paris, ou, L’art de s’y ruiner en peu de temps. Hrsg. Roland Mortier. H. Champion, Genf 2007. (kritische Ausgabe)
- Paris et Londres en miroir. Lettres de voyage extraites du «Babillard». Hrsg. Raymonde Monnier. Publications de l’Université de Saint-Étienne, Saint-Étienne 2010. Classiques Garnier, Paris 2023.

### Deutsche Übersetzung
- (Original nicht ermittelt)
  - (deutsch) Er wird sie verlieren oder der Wiener Ton. Komödie in 5 Akten; nach dem Französischen von Z-sch. Ohne Jahr.